# 500 miles d'Indianapolis 1957
GP précédent GP suivant
Les 500 miles d'Indianapolis 1957 (XLIst Indianapolis Motor Sweepstakes), courus sur l'Indianapolis Motor Speedway et organisés le jeudi 30 mai 1957, ont été remportés par le pilote américain Sam Hanks sur une Epperly-Offenhauser.
L'épreuve comptait pour le championnat national américain (USAC) mais également pour le championnat du monde des pilotes, dont elle constituait la cinquante-neuvième épreuve courue depuis 1950, et la troisième manche de la saison.

## Contexte avant la course

### Le championnat du monde
Malgré son appartenance au championnat national américain, l'épreuve des 500 miles d'Indianapolis est intégrée au championnat du monde des conducteurs depuis sa création en 1950. Auparavant disputée selon une réglementation dérivée de l'ancienne Formule internationale de 1938, elle se court désormais selon la nouvelle formule instaurée par l'USAC : moteur atmosphérique de 4200 cm3, moteur suralimenté de 2800 cm3, moteur diesel de 5500 cm3 ou moteur à turbine de capacité libre. En pratique, depuis l'instauration du championnat du monde, l'épreuve des 500 miles est toujours restée l'apanage des pilotes disputant le championnat américain, à l'exception du champion italien Alberto Ascari qui disputa l'épreuve en 1952 au volant d'une Ferrari. Son compatriote Giuseppe Farina échoua quant à lui dans sa tentative de participation en 1956, n'étant pas parvenu à se qualifier.

### Le circuit

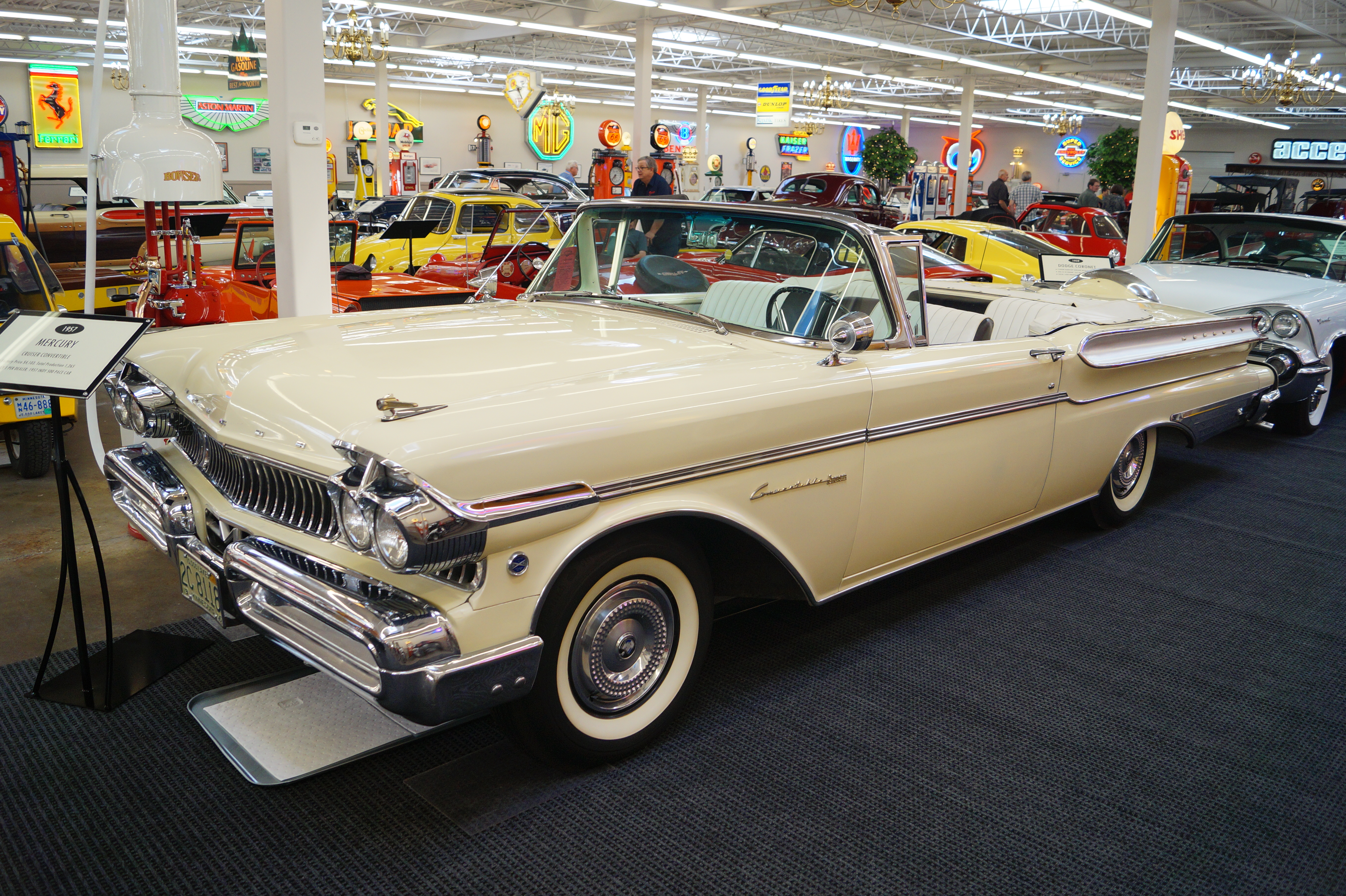
Une Mercury Turnpike Cruiser Convertible, semblable au Pace Car de l'édition 1957 des 500 miles.

Créé en 1909 à l'initiative de l'homme d'affaires Carl Fisher, le circuit d'Indianapolis est toujours resté fidèle à son tracé initial, tracé rectangulaire comportant quatre virages à gauche, de rayon constant, relevés d'environ dix degrés. Depuis l'inauguration, les aménagements ont surtout porté sur la surface de la piste (asphaltée sur toute sa longueur depuis 1956, à l'exception d'une bande de briques sur la ligne de départ, vestige de l'ancien revêtement) et sur les structures. 1957 voit l'apparition de nouvelles tribunes situées derrière les stands réaménagés, ainsi que d'une nouvelle tour de contrôle remplaçant l'ancienne pagode de bois. Le record de la piste est détenu par Pat Flaherty, vainqueur de l'édition 1956, qui avait réalisé une moyenne de plus de 234 km/h lors des qualifications.
La procédure de départ lancé a été légèrement modifiée cette année, les pilotes devant désormais accomplir deux tours de l'ovale (au lieu d'un précédemment) derrière la voiture de sécurité avant d'être 'libérés'. Le 'Pace Car' 1957 est un cabriolet Mercury Turnpike.

## Monoplaces en lice

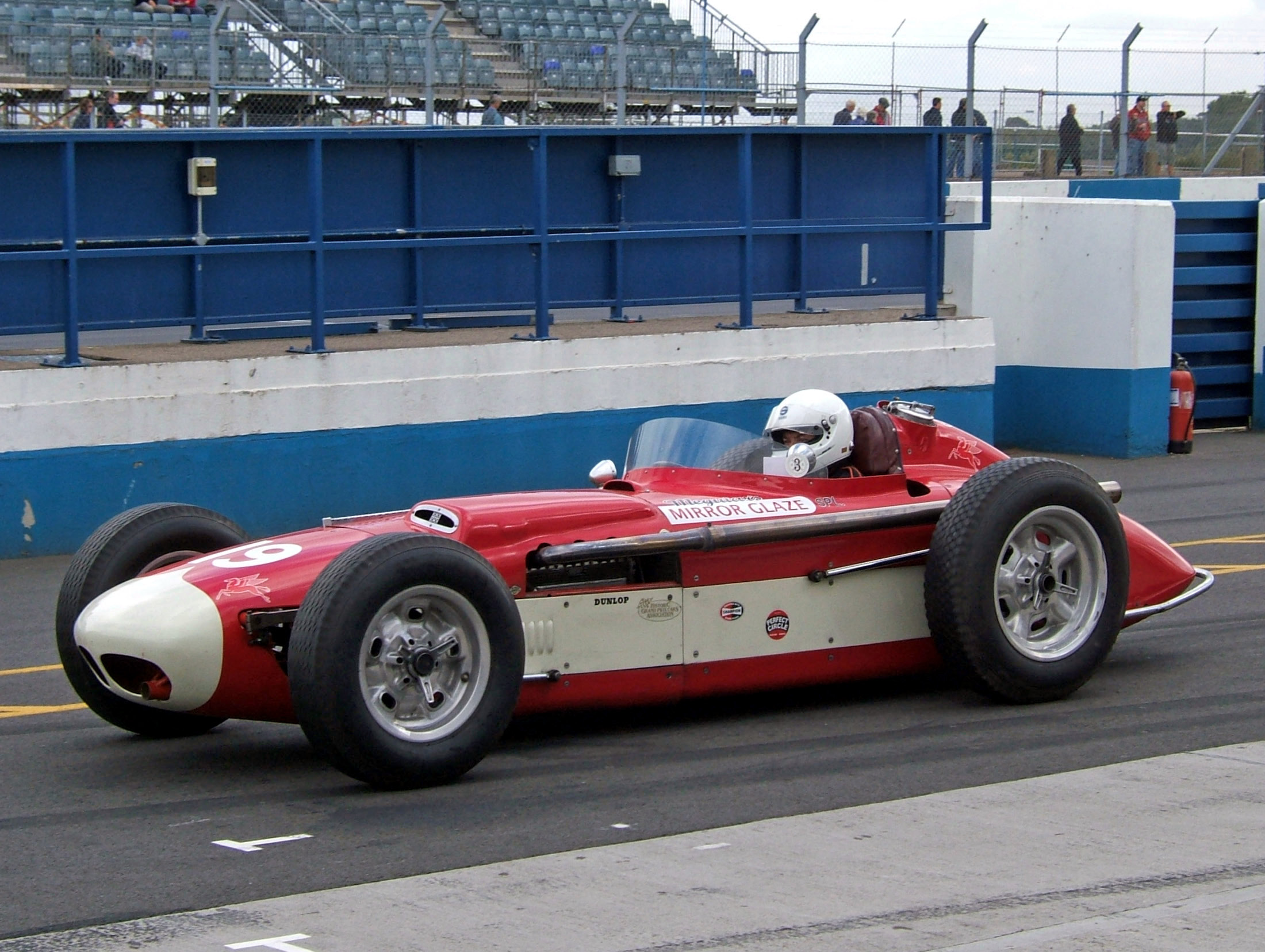
Une Kurtis Kraft 500G de 1957 lors d'une manifestation historique.

Toutes les monoplaces engagées ont été préparées spécialement pour la piste très particulière d'Indianapolis, qui ne comporte que des virages à gauche : leur moteur est décentré sur la gauche et le profil des pneumatiques est spécifique au circuit. Le constructeur Kurtis Kraft fournit plus de la moitié du plateau et la plupart des concurrents ont opté pour le moteur 4 cylindres atmosphérique Offenhauser, dont la cylindrée a été ramenée à 4200 cm3 pour respecter la nouvelle réglementation. Sa puissance estimée est de l'ordre de 330 chevaux (contre plus de 350 pour l'ancienne version 4 litres et demi). Quelques rares équipes utilisent un quatre cylindres 2800 cm3 Offenhauser suralimenté par compresseur mécanique, mais la menace la plus sérieuse vient du V8 à compresseur Novi, qui développe 500 chevaux. Si les deux Novi Spl. qui en sont équipées sont a priori nettement plus rapides en pointe que leurs rivales, elles souffrent toutefois d'un handicap de poids et d'une consommation en carburant nettement supérieure, nécessitant un ravitaillement supplémentaire en course.

## Coureurs inscrits
| no | Pilote                         | Écurie                   | Monoplace (nom officiel)         | Constructeur | Châssis               | Moteur          | Pneumatiques |
| 1  | Jimmy Bryan                    | Dean Van Lines           | Dean Van Lines Spl.              | Kuzma        | Kuzma Indy Roadster   | Offenhauser L4  | F            |
| 3  | Don Freeland                   | Ansted Rotary            | Ansted Rotary Spl.               | Kurtis Kraft | Kurtis Kraft 500D     | Offenhauser L4  | F            |
| 4  | George Amick                   | Federal Engineering      | Federal Engineering Detroit Spl. | Snowberger   | Snowberger            | Offenhauser L4  | F            |
| 5  | Jimmy Reece                    | Fred Sommer              | Hoyt Machine Spl.                | Kurtis Kraft | Kurtis Kraft 500C     | Offenhauser L4  | F            |
| 6  | Johnny Boyd                    | Bignotti                 | Bowes Seal Fast Spl.             | Kurtis Kraft | Kurtis Kraft 500G     | Offenhauser L4  | F            |
| 7  | Bob Veith                      | Bob Estes                | Bob Estes Spl.                   | Phillips     | Phillips              | Offenhauser L4  | F            |
| 8  | Rodger Ward                    | Wolcott Fuel Injection   | Wolcott Spl.                     | Lesovsky     | Lesovsky              | Offenhauser L4  | F            |
| 9  | Sam Hanks                      | George Salih             | Belond Exhaust Spl.              | Epperly      | Epperly Indy Roadster | Offenhauser L4  | F            |
| 10 | Johnny Thomson                 | D-A Lubricant Racing     | D-A Lubricant Spl.               | Kuzma        | Kuzma Indy Roadster   | Offenhauser L4  | F            |
| 12 | Pat O’Connor                   | Ansted Rotary            | Ansted Rotary Spl.               | Kurtis Kraft | Kurtis Kraft 500G     | Offenhauser L4  | F            |
| 14 | Fred Agabashian                | Bignotti                 | Bowes Seal Fast Spl.             | Kurtis Kraft | Kurtis Kraft 500G     | Offenhauser L4  | F            |
| 15 | Tony Bonadies                  | Ray Brady                | Ray Brady Spl.                   | Kurtis Kraft | Kurtis Kraft 500C     | Offenhauser L4  | F            |
| 16 | Al Keller                      | Pat Clancy               | Bardhal Spl.                     | Kurtis Kraft | Kurtis Kraft 500G     | Offenhauser L4  | F            |
| 18 | Dick Rathmann Johnnie Parsons  | Chapman Root             | Sumar Spl.                       | Kurtis Kraft | Kurtis Kraft 500G     | Offenhauser L4  | F            |
| 19 | Jack Turner                    | Pat Clancy               | Bardhal Spl.                     | Kurtis Kraft | Kurtis Kraft 500G     | Offenhauser L4  | F            |
| 22 | Gene Hartley                   | Joseph Massaglia         | Massaglia Hotel Spl.             | Lesovsky     | Lesovsky              | Offenhauser L4  | F            |
| 23 | Elmer George                   | Ernest Ruiz              | Travelon Trailer Spl.            | Kurtis Kraft | Kurtis Kraft 500B     | Offenhauser L4  | F            |
| 25 | Jud Larson                     | John Zink                | John Zink Spl.                   | Watson       | Watson Indy Roadster  | Offenhauser L4  | F            |
| 26 | Jim Rathmann                   | Lindsey Hopkins          | Chiropractic Spl.                | Epperly      | Epperly Indy Roadster | Offenhauser L4  | F            |
| 27 | Tony Bettenhausen              | Novi Racing              | Novi Auto Air Cond. Spl.         | Kurtis Kraft | Kurtis Kraft 500F     | Novi V8s        | F            |
| 28 | Johnnie Tolan                  | E.R. Casale              | Greenman-Casale Spl.             | Kuzma        | Kuzma Indy Roadster   | Offenhauser L4  | F            |
| 31 | Cliff Griffith Bill Cheesbourg | Seal Line                | Seal Line Spl.                   | Kurtis Kraft | Kurtis Kraft 500G     | Offenhauser L4s | F            |
| 32 | Jimmy Davies                   | Trio Brdeact Wind Allass | Trio Brdeact Wind Allass Spl.    | Kurtis Kraft | Kurtis Kraft 500D     | Offenhauser L4  | F            |
| 33 | Billy Garrett                  | Federal Engineering      | Federal Engineering Detroit Spl. | Kurtis Kraft | Kurtis Kraft 500E     | Offenhauser L4  | F            |
| 34 | Jim McWithey                   | Federal Engineering      | Federal Engineering Detroit Spl. | Kurtis Kraft | Kurtis Kraft 500D     | Offenhauser L4  | F            |
| 35 | Chuck Weyant                   | Jim Robbins              | Jim Robbins Spl.                 | Kurtis Kraft | Kurtis Kraft 500G     | Offenhauser L4  | F            |
| 42 | Dempsey Wilson                 | T.W. & W.T. Martin       | Martin Bros Spl.                 | Kurtis Kraft | Kurtis Kraft          | Offenhauser L4  | F            |
| 43 | Eddie Johnson                  | H.A. Chapman             | Chapman Spl.                     | Kurtis Kraft | Kurtis Kraft 500G     | Offenhauser L4  | F            |
| 45 | Bill Cheesbourg                | Las Vegas Club           | Las Vegas Spl.                   | Kurtis Kraft | Kurtis Kraft 500G     | Offenhauser L4s | F            |
| 48 | Marshall Teague                | Chapman Root             | Sumar Spl.                       | Kurtis Kraft | Kurtis Kraft 500D     | Offenhauser L4  | F            |
| 49 | Ray Crawford                   | Ray Crawford             | Meguiar's Mirror Spl.            | Kurtis Kraft | Kurtis Kraft 500G     | Offenhauser L4  | F            |
| 52 | Troy Ruttman                   | John Zink                | John Zink Spl.                   | Watson       | Watson Indy Roadster  | Offenhauser L4  | F            |
| 54 | Paul Russo                     | Novi Racing              | Novi Vespa Spl.                  | Kurtis Kraft | Kurtis Kraft 500F     | Novi V8s        | F            |
| 55 | Eddie Russo                    | Sclavi & Amos            | Sclavi-Amos Spl.                 | Kurtis Kraft | Kurtis Kraft 500C     | Offenhauser L4  | F            |
| 57 | Jimmy Daywalt                  | H.H. Johnson             | Helse Spl.                       | Kurtis Kraft | Kurtis Kraft 500C     | Offenhauser L4  | F            |
| 58 | Andy Furcy                     | Ray Brady                | Ray Brady Spl.                   | Schroeder    | Schroeder             | Offenhauser L4  | F            |
| 59 | Bud Clemons                    | Lindsey Hopkins          | Chiropractic Spl.                | Shilala      | Shilala               | Offenhauser L4  | F            |
| 62 | Giuseppe Farina Keith Andrews  | Giuseppe Farina          | Farina Spl.                      | Kurtis Kraft | Kurtis Kraft 500G     | Offenhauser L4  | F            |
| 64 | Gene Force                     | Shannon Brothers         | Shannon Spl.                     | Watts        | Watts                 | Offenhauser L4  | F            |
| 67 | Don Edmunds                    | Braund Plywood           | Braund Plywood Spl.              | Kurtis Kraft | Kurtis Kraft 500C     | Offenhauser L4  | F            |
| 71 | Johnny Fedricks                | Ed Gdula                 | Gdula Spl.                       | Kurtis Kraft | Kurtis Kraft 500C     | Offenhauser L4  | F            |
| 72 | Danny Kladis                   | Morgan Engineering       | Morgan Spl.                      | Maserati     | Maserati 8CTF         | Maserati L8s    | F            |
| 73 | Andy Linden                    | Kalamazoo Sports         | McNamara Spl.                    | Kurtis Kraft | Kurtis Kraft 500G     | Offenhauser L4  | F            |
| 77 | Mike Magill                    | Dayton Steel Foundry     | Dayton Steel Foundry Spl.        | Kurtis Kraft | Kurtis Kraft 500G     | Offenhauser L4s | F            |
| 81 | Tony Bonadies                  | Pete Salemi              | Central Excavating Spl.          | Kuzma        | Kuzma Indy Roadster   | Offenhauser L4  | F            |
| 82 | Chuck Weyant                   | Pete Salemi              | Central Excavating Spl.          | Kuzma        | Kuzma Indy Roadster   | Offenhauser L4  | F            |
| 83 | Ed Elisian                     | Kalamazoo Sports         | McNamara Spl.                    | Kurtis Kraft | Kurtis Kraft 500D     | Offenhauser L4  | F            |
| 88 | Eddie Sachs                    | Peter Schmidt            | Peter Schmidt Spl.               | Kuzma        | Kuzma Indy Roadster   | Offenhauser L4s | F            |
| 89 | Al Herman                      | Dunn Engineering         | Dunn Engineering Spl.            | Dunn         | Dunn                  | Offenhauser L4  | F            |
| 92 | Don Edmunds                    | Roy McKay                | McKay Spl.                       | Kurtis Kraft | Kurtis Kraft 500G     | Offenhauser L4s | F            |
| 95 | Bob Christie                   | Jones & Maley Cars       | Jones & Maley Spl.               | Kurtis Kraft | Kurtis Kraft 500C     | Offenhauser L4  | F            |
| 98 | Johnnie Parsons                | JC Agajanian             | Agajanian Spl.                   | Kuzma        | Kuzma Indy Roadster   | Offenhauser L4  | F            |

- Remarque : Un pilote peut être inscrit sur plusieurs voitures. De même, plusieurs pilotes peuvent tenter de qualifier une même voiture.

## Qualifications
Les essais qualificatifs sont prévus les deux week-ends du 18/19 et 25/26 mai. Pour les qualifications, les pilotes sont chronométrés sur 4 tours lancés (10 miles). Le premier jour, déterminant les premières positions de la grille de départ, est appelé "Pole Day", les pilotes se qualifiant les jours suivants ne pouvant prétendre aux premières places. En 1956, Pat Flaherty avait effectué un de ses quatre tours lancés à plus de 235 km/h de moyenne. Un record qui ne pourra certainement pas être amélioré cette année, à cause de la nouvelle réglementation portant sur la réduction des cylindrées des moteurs.
Le 15 mai, trois jours avant la première journée de qualification, l'Américain Keith Andrews (suppléant du champion italien Giuseppe Farina) se tue à l'entraînement, après avoir perdu le contrôle dans le virage numéro quatre et percuté un mur de soutènement. Ne disposant pas d'une voiture de remplacement, Farina, seul pilote européen présent, déclare dorfait.
Le samedi 18 mai, la pluie va retarder de quatre heures le début des qualifications. Seuls neuf pilotes parviennent à se qualifier, le plus rapide étant Pat O'Connor, qui a réalisé une moyenne de 231,662 km/h sur ses quatre tours lancés. Il devance de très peu Eddie Sachs, qui manque la pole position pour deux dixièmes de seconde. Troisième, l'ancien vainqueur Troy Ruttman complète la première ligne.
Le lendemain, il pleut toute la journée et aucun pilote ne peut prendre la piste. L'inquiétude règne chez les organisateurs car le mauvais temps se maintient au cours de la semaine suivante, pour finalement se rétablir le samedi 25, permettant à douze autres pilotes d'obtenir leur qualification. Au volant de sa puissante monoplace à moteur Novi, Paul Russo surclasse nettement tous ses adversaires, bouclant ses quatre tours à la moyenne de 233,060 km/h, plus rapide d'une seconde et demie que l'auteur de la pole position.
La session du dimanche 26 est très disputée, douze places restant à obtenir. Sur une piste légèrement humide, c'est encore une monoplace à moteur Novi qui s'impose, Tony Bettenhausen se montrant le plus rapide de la journée avec une moyenne de 229,233 km/h. Après une première tentative infructueuse sur sa propre monoplace, Bill Cheesbourg effectue en fin de séance une deuxième série sur la monoplace de Cliff Griffith, se qualifiant en réalisant la seconde performance du jour et reléguant l'ancien vainqueur Johnnie Parsons au rang de premier suppléant.
| Pos. | no | Pilote          | Voiture      | Moyenne      | Temps (4 tours) | Écart    |
| 1    | 12 | Pat O'Connor    | Kurtis Kraft | 231,662 km/h | 4 min 10 s 09   |          |
| 2    | 88 | Eddie Sachs     | Kuzma        | 231,459 km/h | 4 min 10 s 31   | + 0 s 22 |
| 3    | 52 | Troy Ruttman    | Watson       | 229,769 km/h | 4 min 12 s 15   | + 2 s 06 |
| 4    | 14 | Fred Agabashian | Kurtis Kraft | 229,423 km/h | 4 min 12 s 53   | + 2 s 44 |
| 5    | 6  | Johnny Boyd     | Kurtis Kraft | 228,691 km/h | 4 min 13 s 34   | + 3 s 25 |
| 6    | 5  | Jimmy Reece     | Kurtis Kraft | 228,537 km/h | 4 min 13 s 51   | + 3 s 42 |
| 7    | 83 | Ed Elisian      | Kurtis Kraft | 228,168 km/h | 4 min 13 s 92   | + 3 s 83 |
| 8    | 16 | Al Keller       | Kurtis Kraft | 227,558 km/h | 4 min 14 s 60   | + 4 s 51 |
| 9    | 23 | Elmer George    | Kurtis Kraft | 226,481 km/h | 4 min 15 s 81   | + 5 s 72 |

| Pos. | no | Pilote         | Voiture           | Moyenne      | Temps (4 tours) | Écart    |
| 1    | 54 | Paul Russo     | Kurtis Kraft-Novi | 233,060 km/h | 4 min 08 s 59   |          |
| 2    | 10 | Johnny Thomson | Kuzma             | 230,988 km/h | 4 min 10 s 82   | + 2 s 23 |
| 3    | 73 | Andy Linden    | Kurtis Kraft      | 230,529 km/h | 4 min 11 s 32   | + 2 s 73 |
| 4    | 9  | Sam Hanks      | Epperly           | 229,834 km/h | 4 min 12 s 08   | + 3 s 49 |
| 5    | 22 | Gene Hartley   | Lesovsky          | 227,354 km/h | 4 min 14 s 83   | + 6 s 24 |
| 6    | 1  | Jimmy Bryan    | Kuzma             | 227,220 km/h | 4 min 14 s 98   | + 6 s 39 |
| 7    | 7  | Bob Veith      | Phillips          | 226,943 km/h | 4 min 15 s 29   | + 6 s 70 |
| 8    | 18 | Dick Rathmann  | Kurtis Kraft      | 226,570 km/h | 4 min 15 s 71   | + 7 s 12 |
| 9    | 77 | Mike Magill    | Kurtis Kraft      | 225,970 km/h | 4 min 16 s 39   | + 7 s 80 |
| 10   | 19 | Jack Turner    | Kurtis Kraft      | 225,899 km/h | 4 min 16 s 47   | + 7 s 88 |
| 11   | 43 | Eddie Johnson  | Kurtis Kraft      | 225,583 km/h | 4 min 16 s 83   | + 8 s 24 |
| 12   | 3  | Don Freeland   | Kurtis Kraft      | 224,743 km/h | 4 min 17 s 79   | + 9 s 20 |

| Pos. | no | Pilote            | Voiture           | Moyenne      | Temps (4 tours) | Écart    |
| 1    | 27 | Tony Bettenhausen | Kurtis Kraft-Novi | 229,233 km/h | 4 min 12 s 74   |          |
| 2    | 31 | Bill Cheesbourg   | Kurtis Kraft      | 227,827 km/h | 4 min 14 s 30   | + 1 s 56 |
| 3    | 8  | Rodger Ward       | Lesovsky          | 227,434 km/h | 4 min 14 s 74   | + 2 s 00 |
| 4    | 82 | Chuck Weyant      | Kuzma             | 227,086 km/h | 4 min 15 s 13   | + 2 s 39 |
| 5    | 55 | Eddie Russo       | Kurtis Kraft      | 226,695 km/h | 4 min 15 s 57   | + 2 s 83 |
| 6    | 92 | Don Edmunds       | Kurtis Kraft      | 226,031 km/h | 4 min 16 s 32   | + 3 s 58 |
| 7    | 48 | Marshall Teague   | Kurtis Kraft      | 225,838 km/h | 4 min 16 s 54   | + 3 s 80 |
| 8    | 57 | Jimmy Daywalt     | Kurtis Kraft      | 225,635 km/h | 4 min 16 s 77   | + 4 s 03 |
| 9    | 89 | Al Herman         | Dunn              | 225,319 km/h | 4 min 17 s 13   | + 4 s 39 |
| 10   | 28 | Johnnie Tolan     | Kurtis Kraft      | 225,057 km/h | 4 min 17 s 43   | + 4 s 69 |
| 11   | 26 | Jim Rathmann      | Epperly           | 224,996 km/h | 4 min 17 s 50   | + 4 s 76 |
| 12   | 95 | Bob Christie      | Kurtis Kraft      | 224,952 km/h | 4 min 17 s 55   | + 4 s 81 |

## Grille de départ
| 1re ligne | Pos. 1                                      |  | Pos. 2                                    |  | Pos. 3                                 |
|           | Pat O'Connor Kurtis Kraft 231,662 km/h      |  | Eddie Sachs Kuzma 231,459 km/h            |  | Troy Ruttman Watson 229,769 km/h       |
| 2e ligne  | Pos. 4                                      |  | Pos. 5                                    |  | Pos. 6                                 |
|           | Fred Agabashian Kurtis Kraft 229,423 km/h   |  | Johnny Boyd Kurtis Kraft 228,691 km/h     |  | Jimmy Reece Kurtis Kraft 228,537 km/h  |
| 3e ligne  | Pos. 7                                      |  | Pos. 8                                    |  | Pos. 9                                 |
|           | Ed Elisian Kurtis Kraft 228,168 km/h        |  | Al Keller Kurtis Kraft 227,558 km/h       |  | Elmer George Kurtis Kraft 226,481 km/h |
| 4e ligne  | Pos. 10                                     |  | Pos. 11                                   |  | Pos. 12                                |
|           | Paul Russo Kurtis Kraft 233,060 km/h        |  | Johnny Thomson Kuzma 230,988 km/h         |  | Andy Linden Kurtis Kraft 230,529 km/h  |
| 5e ligne  | Pos. 13                                     |  | Pos. 14                                   |  | Pos. 15                                |
|           | Sam Hanks Epperly 229,834 km/h              |  | Gene Hartley Lesovsky 227,354 km/h        |  | Jimmy Bryan Kuzma 227,220 km/h         |
| 6e ligne  | Pos. 16                                     |  | Pos. 17                                   |  | Pos. 18                                |
|           | Bob Veith Phillips 226,943 km/h             |  | Johnnie Parsons Kurtis Kraft 226,570 km/h |  | Mike Magill Kurtis Kraft 225,970 km/h  |
| 7e ligne  | Pos. 19                                     |  | Pos. 20                                   |  | Pos. 21                                |
|           | Jack Turner Kurtis Kraft 225,899 km/h       |  | Eddie Johnson Kurtis Kraft 225,583 km/h   |  | Don Freeland Kurtis Kraft 224,743 km/h |
| 8e ligne  | Pos. 22                                     |  | Pos. 23                                   |  | Pos. 24                                |
|           | Tony Bettenhausen Kurtis Kraft 229,233 km/h |  | Bill Cheesbourg Kurtis Kraft 227,827 km/h |  | Rodger Ward Lesovsky 227,434 km/h      |
| 9e ligne  | Pos. 25                                     |  | Pos. 26                                   |  | Pos. 27                                |
|           | Chuck Weyant Kuzma 227,086 km/h             |  | Eddie Russo Kurtis Kraft 226,695 km/h     |  | Don Edmunds Kurtis Kraft 226,031 km/h  |
| 10e ligne | Pos. 28                                     |  | Pos. 29                                   |  | Pos. 30                                |
|           | Marshall Teague Kurtis Kraft 225,838 km/h   |  | Jimmy Daywalt Kurtis Kraft 225,635 km/h   |  | Al Herman Dunn 225,319 km/h            |
| 11e ligne | Pos. 31                                     |  | Pos. 32                                   |  | Pos. 33                                |
|           | Johnnie Tolan Kurtis Kraft 225,057 km/h     |  | Jim Rathmann Epperly 224,996 km/h         |  | Bob Christie Kurtis Kraft 224,952 km/h |

- La pole position a été réalisée par Pat O'Connor avec une moyenne de 231,662 km/h. Le meilleur temps des qualifications est à mettre au crédit de Paul Russo à la moyenne de 233,052 km/h. N'ayant pas participé à la première séance qualificative, Russo s'élança de la dixième position.
- Victime d'une agression la veille de la course et blessé à un œil, Dick Rathmann, qualifié en dix-septième position, ne peut pas prendre le départ. Johnnie Parsons le remplace au volant de sa Kurtis Kraft[3].

## Déroulement de la course
Le temps est légèrement couvert lorsque les trente-trois monoplaces partent des stands derrière la voiture de sécurité. À la fin du premier tour de formation, alors que les voitures roulent encore en file indienne, la Kurtis Kraft d'Elmer George percute celle d'Eddie Russo, causant l'abandon des deux voitures. Il n'y a donc plus que trente-et-un pilotes pour accomplir le second tour de chauffe, à trois de front, dans l'ordre de la grille de départ. Lorsque la 'pace car' regagne la voie des stands, libérant les bolides, Pat O'Connor garde le bénéfice de sa pole position et aborde en tête le virage n°1 devant Fred Agabashian et Troy Ruttman. Au premier passage devant les stands, O'Connor précède toujours Agabashian, Eddie Sachs occupant la troisième place devant Ruttman. Ruttman récupère bientôt la troisième place, puis la seconde après avoir débordé Sachs ; à la fin du quatrième tour, il est dans les roues d'O'Connor, tandis que Paul Russo, utilisant toute la puissance de son moteur Novi, est rapidement remonté de la dixième à la troisième place. O'Connor et Ruttman se disputent âprement la première place durant quelques tours, échangeant souvent leurs positions. Après dix tours, Ruttman s'est imposé en tête, ayant légèrement creusé l'écart sur ses poursuivants, emmenés par Russo qui vient tout juste de déborder O'Connor pour le gain de la seconde place. Mais au douzième tour le moteur de la voiture de tête commence à surchauffer et Russo prend le commandement de la course ; Ruttman accomplit encore un tour avant de rentrer au stand pour abandonner, tandis que Sam Hanks, auteur d'une belle remontée depuis la cinquième ligne de la grille de départ, accède à la seconde place.
Malgré une vitesse de pointe supérieure, Russo ne parvient pas à se détacher de ses poursuivants immédiats, emmenés par Hanks et Agabashian. La 'Novi' de Russo, plus puissante, prend un peu de champ dans les deux longues lignes droites, terrain qu'elle reperd en courbe, handicapée par son poids élevé. Hanks parvient à plusieurs reprises à déborder Russo au freinage, celui-ci reprenant l'avantage en accélération. Au trente-cinquième tour, cependant, Hanks parvient à se maintenir en tête au passage devant les stands, et va dès lors parvenir à creuser un petit écart sur son adversaire. Il va garder le commandement de la course jusqu'à son premier ravitaillement, à la fin du quarante-huitième tour, retrouvant sa place quelques boucles plus tard lorsque les derniers pilotes à ravitailler s'arrêtent à leur stand. À la suite de cette première vague d'arrêts, Hanks mène nettement devant Russo, Johnny Boyd et Jim Rathmann, étonnant quatrième après son départ en fond de grille. Rathmann continue à progresser : au quatre-vingtième tour, il est sur les talons de Hanks. Les deux hommes sont toujours roues dans roues à mi-course, tandis qu'Agabashian, troisième, est légèrement distancé et que Russo, qui a dû ravitailler une fois de plus que ses adversaires, est tombé à la septième place. Désormais la course se joue entre les deux Epperly de tête, Rathmann prenant la première place grâce à un second ravitaillement plus rapide que celui de son rival. Entre-temps, Agabashian a dû renoncer à cause d'une fuite de carburant, laissant la troisième place à Jimmy Reece. Peu à peu, Hanks revient dans les roues de Rathmann, qu'il parvient à dépasser au cours du cent-trente-cinquième tour. Il ne sera plus menacé, parvenant à conservant l'avantage après la troisième vague de ravitaillements. À cent tours de l'arrivée, Rathmann accuse six secondes de retard sur son adversaire, et va dès lors assurer sa seconde place. Les positions restent stables en cette fin de course, mais alors qu'il reste moins de vingt tours à couvrir, Reece doit abandonner, commande d'accélérateur cassée, perdant le bénéfice de sa troisième place. Hanks remporte la course avec plus de vingt secondes d'avance sur Rathmann, tandis que Jimmy Bryan, auteur d'une belle fin de parcours, termine troisième devant la 'Novi' de Russo. Aussitôt l'arrivée, le vainqueur déclare renoncer à la compétition automobile.

### Classements intermédiaires
Classements intermédiaires des monoplaces aux premier, quatrième, dixième, vingtième, trentième, quarantième, cinquantième, soixantième, quatre-vingtième, centième, cent-vingtième, cent-cinquantième, cent-soixantième et cent-quatre-vingtième tours.

### Classement final

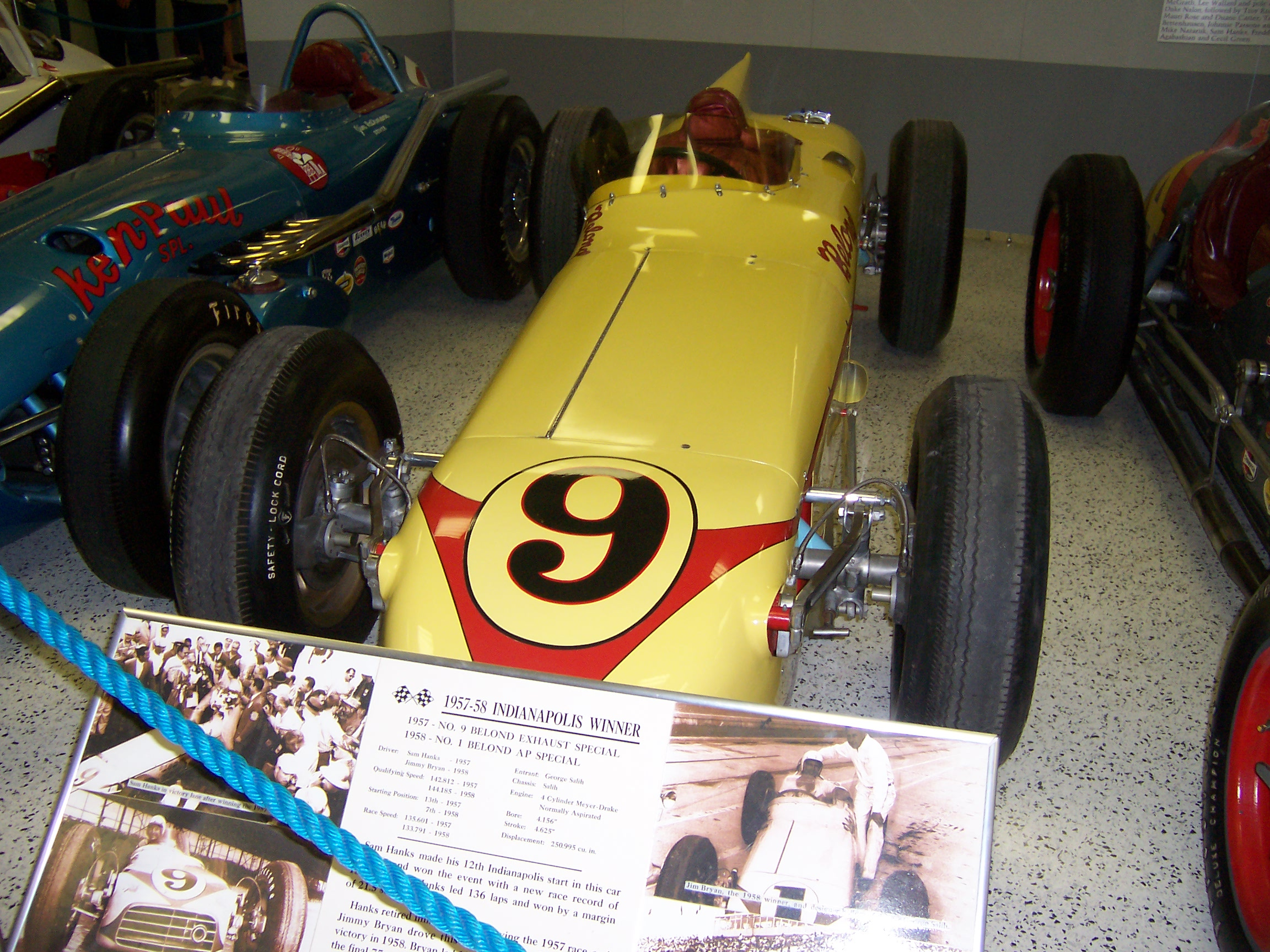
L'Epperly-Offenhauser de Sam Hanks, victorieuse de l'édition 1957 des 500 miles d'Indianapolis.

| Rang | no | Pilote              | Voiture                  | Tours | Temps/Abandon      | Points |
| 1    | 9  | Sam Hanks           | Epperly-Offenhauser      | 200   | 3 h 41 min 14 s 25 | 8      |
| 2    | 26 | Jim Rathmann        | Epperly-Offenhauser      | 200   | + 21 s 46          | 7      |
| 3    | 1  | Jimmy Bryan         | Kuzma-Offenhauser        | 200   | + 2 min 13 s 97    | 4      |
| 4    | 54 | Paul Russo          | Kurtis Kraft-Novi        | 200   | + 2 min 56 s 86    | 3      |
| 5    | 73 | Andy Linden         | Kurtis Kraft-Offenhauser | 200   | + 3 min 14 s 27    | 2      |
| 6    | 6  | Johnny Boyd         | Kurtis Kraft-Offenhauser | 200   | + 4 min 35 s 27    |        |
| 7    | 48 | Marshall Teague     | Kurtis Kraft-Offenhauser | 200   | + 4 min 45 s 58    |        |
| 8    | 12 | Pat O'Connor        | Kurtis Kraft-Offenhauser | 200   | + 5 min 33 s 15    |        |
| 9    | 7  | Bob Veith           | Phillips-Offenhauser     | 200   | + 6 min 17 s 11    |        |
| 10   | 22 | Gene Hartley        | Lesovsky-Offenhauser     | 200   | + 7 min 10 s 12    |        |
| 11   | 19 | Jack Turner         | Kurtis Kraft-Offenhauser | 200   | + 7 min 56 s 07    |        |
| 12   | 10 | Johnny Thomson      | Kuzma-Offenhauser        | 199   | + 1 tour           |        |
| 13   | 95 | Bob Christie        | Kurtis Kraft-Offenhauser | 197   | + 3 tours          |        |
| 14   | 82 | Chuck Weyant        | Kuzma-Offenhauser        | 196   | + 4 tours          |        |
| 15   | 27 | Tony Bettenhausen   | Kurtis Kraft-Novi        | 195   | + 5 tours          |        |
| 16   | 18 | Johnnie Parsons     | Kurtis Kraft-Offenhauser | 195   | + 5 tours          |        |
| 17   | 3  | Don Freeland        | Kurtis Kraft-Offenhauser | 192   | + 8 tours          |        |
| 18   | 5  | Jimmy Reece         | Kurtis Kraft-Offenhauser | 182   | Accélérateur       |        |
| 19   | 92 | Don Edmunds (R)     | Kurtis Kraft-Offenhauser | 170   | Sortie de piste    |        |
| 20   | 28 | Johnnie Tolan       | Kurtis Kraft-Offenhauser | 138   | Embrayage          |        |
| 21   | 89 | Al Herman           | Dunn-Offenhauser         | 111   | Accident           |        |
| 22   | 14 | Fred Agabashian     | Kurtis Kraft-Offenhauser | 107   | Fuite d'essence    |        |
| 23   | 88 | Eddie Sachs (R)     | Kuzma-Offenhauser        | 105   | Fuite d'essence    |        |
| 24   | 77 | Mike Magill (R)     | Kurtis Kraft-Offenhauser | 101   | Accident           |        |
| 25   | 43 | Eddie Johnson       | Kurtis Kraft-Offenhauser | 93    | Roulement de roue  |        |
| 26   | 31 | Bill Cheesbourg (R) | Kurtis Kraft-Offenhauser | 81    | Fuite d'essence    |        |
| 27   | 16 | Al Keller           | Kurtis Kraft-Offenhauser | 75    | Accident           |        |
| 28   | 57 | Jimmy Daywalt       | Kurtis Kraft-Offenhauser | 53    | Accident           |        |
| 29   | 83 | Ed Elisian          | Kurtis Kraft-Offenhauser | 51    | Retrait volontaire |        |
| 30   | 8  | Rodger Ward         | Lesovsky-Offenhauser     | 27    | Compresseur        |        |
| 31   | 52 | Troy Ruttman        | Watson-Offenhauser       | 13    | Moteur             |        |
| 32   | 55 | Eddie Russo         | Kurtis Kraft-Offenhauser | 0     | Accident           |        |
| 33   | 23 | Elmer George (R)    | Kurtis Kraft-Offenhauser | 0     | Accident           |        |

- (R) indique que le pilote était éligible au trophée du "Rookie of the Year" (meilleur débutant de l'année), attribué à Don Edmunds.

### Pole position et record du tour
- Pole position :  Pat O'Connor en 1 min 02 s 522 lors de la première séance de qualification[3] (quatre tours en 4 min 10 s 09 - vitesse moyenne : 231,643 km/h).
- Meilleur temps des qualifications établi lors de la troisième séance par  Paul Russo en 1 min 02 s 147 (quatre tours en 4 min 08 s 59 - vitesse moyenne : 233,060 km/h).
- Meilleur tour en course :  Jim Rathmann en 1 min 02 s 75 (vitesse moyenne : 230,802 km/h) au cent-vingt-septième tour.

### Tours en tête
- Pat O'Connor : 7 tours (1-4 / 7-9)
- Troy Ruttman : 4 tours (5-6 / 10-11)
- Paul Russo : 24 tours (12-35)
- Sam Hanks : 136 tours (36-48 / 54-110 / 135-200)
- Johnny Thomson : 5 tours (49-53)
- Jim Rathmann : 24 tours (111-134)

## Classement général à l'issue de la course
- attribution des points : 8, 6, 4, 3, 2 respectivement aux cinq premiers de chaque épreuve et 1 point supplémentaire pour le pilote ayant accompli le meilleur tour en course (signalé par un astérisque)
- Le règlement permet aux pilotes de se relayer sur une même voiture, les points éventuellement acquis étant alors partagés. En Argentine, González et Portago marquent un point chacun pour leur cinquième place.
- Sur neuf épreuves qualificatives initialement prévues pour le championnat du monde 1957, huit seront effectivement courues, le Grand Prix de Belgique, programmé le 2 juin, et le Grand Prix des Pays-Bas, programmé le 16 juin[7], ayant été annulés. À la suite de ces défections, la Commission sportive internationale intégrera le Grand Prix de Pescara (épreuve traditionnellement hors championnat) au calendrier mondial.

| Pos. | Pilote                | Écurie       | Points | ARG | MON | 500 | FRA | GBR | ALL | PES | ITA |
| 1    | Juan Manuel Fangio    | Maserati     | 17     | 8   | 9*  | -   |     |     |     |     |     |
| 2    | Sam Hanks             | Epperly      | 8      | -   | -   | 8   |     |     |     |     |     |
| 3    | Jim Rathmann          | Epperly      | 7      | -   | -   | 7*  |     |     |     |     |     |
| 4    | Jean Behra            | Maserati     | 6      | 6   | -   | -   |     |     |     |     |     |
|      | Tony Brooks           | Vanwall      | 6      | -   | 6   | -   |     |     |     |     |     |
| 6    | Carlos Menditéguy     | Maserati     | 4      | 4   | -   | -   |     |     |     |     |     |
|      | Masten Gregory        | Maserati     | 4      | -   | 4   | -   |     |     |     |     |     |
|      | Jimmy Bryan           | Kuzma        | 4      | -   | -   | 4   |     |     |     |     |     |
| 9    | Harry Schell          | Maserati     | 3      | 3   | -   | -   |     |     |     |     |     |
|      | Stuart Lewis-Evans    | Connaught    | 3      | -   | 3   | -   |     |     |     |     |     |
|      | Paul Russo            | Kurtis Kraft | 3      | -   | -   | 3   |     |     |     |     |     |
| 12   | Maurice Trintignant   | Ferrari      | 2      | -   | 2   | -   |     |     |     |     |     |
|      | Andy Linden           | Kurtis Kraft | 2      | -   | -   | 2   |     |     |     |     |     |
| 14   | José Froilán González | Ferrari      | 1      | 1   | -   | -   |     |     |     |     |     |
|      | Alfonso de Portago    | Ferrari      | 1      | 1   | -   | -   |     |     |     |     |     |
|      | Stirling Moss         | Maserati     | 1      | 1*  | -   | -   |     |     |     |     |     |

## À noter
- 1re victoire pour Sam Hanks dans le cadre du championnat du monde de Formule 1.
- 1re victoire pour Epperly en tant que constructeur dans le cadre du championnat du monde de Formule 1.
- 8e victoire pour Offenhauser en tant que motoriste dans le cadre du championnat du monde de Formule 1.

## Sources
- (en) Résultats complets sur le site officiel de l'Indy 500